# Ricarda Multerer
Ricarda Multerer (Heidenheim an der Brenz, 5 de abril de 1990) es una deportista alemana que compitió en esgrima, especialista en la modalidad de espada. Ganó una medalla de plata en el Campeonato Mundial de Esgrima de 2010, en la prueba por equipos.

## Palmarés internacional
| Campeonato Mundial | Campeonato Mundial | Campeonato Mundial | Campeonato Mundial |
| Año                | Lugar              | Medalla            | Prueba             |
| ------------------ | ------------------ | ------------------ | ------------------ |
| 2010               | París (Francia)    | Medalla de plata   | Espada por equipos |